# Urkatastrophe des 20. Jahrhunderts
Als Urkatastrophe des 20. Jahrhunderts bezeichnen einige Historiker den Ersten Weltkrieg. Diese Kennzeichnung geht auf den US-amerikanischen Historiker und Diplomaten George F. Kennan zurück, der den Krieg 1979 als „the great seminal catastrophe of this century“ charakterisiert hatte.
Das Jahr 1917 mit der Oktoberrevolution – die (im Rahmen dieser Deutungslogik) als Ereignis ohne den „großen Krieg“ undenkbar gewesen wäre – wird, durchaus analog zu marxistischen Modellen, als Epochenjahr gesehen. Es steht hier für das Ende des Aufstiegs des Bürgertums – „das lange 19. Jahrhundert“ – in Europa und der Welt und den Beginn des Übergangs zur Systemkonkurrenz, welche „das kurze 20. Jahrhundert“ bis zum Zerfall der Sowjetunion prägte. Der Zweite Weltkrieg wird als Konsequenz und Folge des Ersten gesehen, insbesondere werden Aufstieg und Machtübernahme Hitlers im Deutschen Reich als Folge von Krisen verstanden, die durch den Ersten Weltkrieg verursacht worden seien.
Ursprünglich stand Kennans Formulierung für eine im Kern konservative Deutung des Weltkrieges, der als „Katastrophe“ über eine politisch und sozial intakte oder zumindest ohne größere Krisen funktionierende Ordnung – für Kennan die „westliche Zivilisation“ – hereingebrochen, aber nicht ursächlich auf dieser Ordnung inhärente Bewegungsgesetze, Spannungen und Widersprüche zurückzuführen sei. Kennzeichnend für diese Interpretation ist, dass als „Katastrophe“ nicht allein und auch nicht in erster Linie der Krieg als solcher verstanden wird, sondern primär das, was als dessen bedauerliche Folgewirkung – die langfristige Destabilisierung der bürgerlichen Gesellschaften und Ordnungsmodelle – identifiziert wird. Nicht längerfristige historische Trends, sondern der Krieg und mehr noch das Epochenjahr 1917 erscheinen so als genuiner „Ausgangspunkt eines dramatischen Wandels zum Schlechteren“.
Der Begriff „Urkatastrophe“ wird – nicht selten ohne systematischen Bezug – inzwischen von zahlreichen Historikern verwendet, die Einzelaspekte der neueren und neuesten Geschichte Europas mit ansonsten durchaus unterschiedlichen Methoden, Fragestellungen und Ergebnissen thematisieren. Hinzu kommt, dass seit etwa zwanzig Jahren auch Journalisten und Publizisten häufig auf Kennans Formel rekurrieren. Mit ihrer Verwendung ist oft keine bewusste und eindeutige Abgrenzung von konkurrierenden Interpretationen mehr verbunden, sie wird deshalb mitunter als „sedimentiert“ bzw. als „abgenutzt durch immerwährende Wiederholung“ betrachtet.